# عيدين (عشر ستاق)
عیدین (بالفارسية: عیدین) هي قرية تقع في إيران في قسم عشر ستاق الريفي. يقدر عدد سكانها بـ 196 نسمة بحسب إحصاء 2016.